# Список геологічних об'єктів Харона

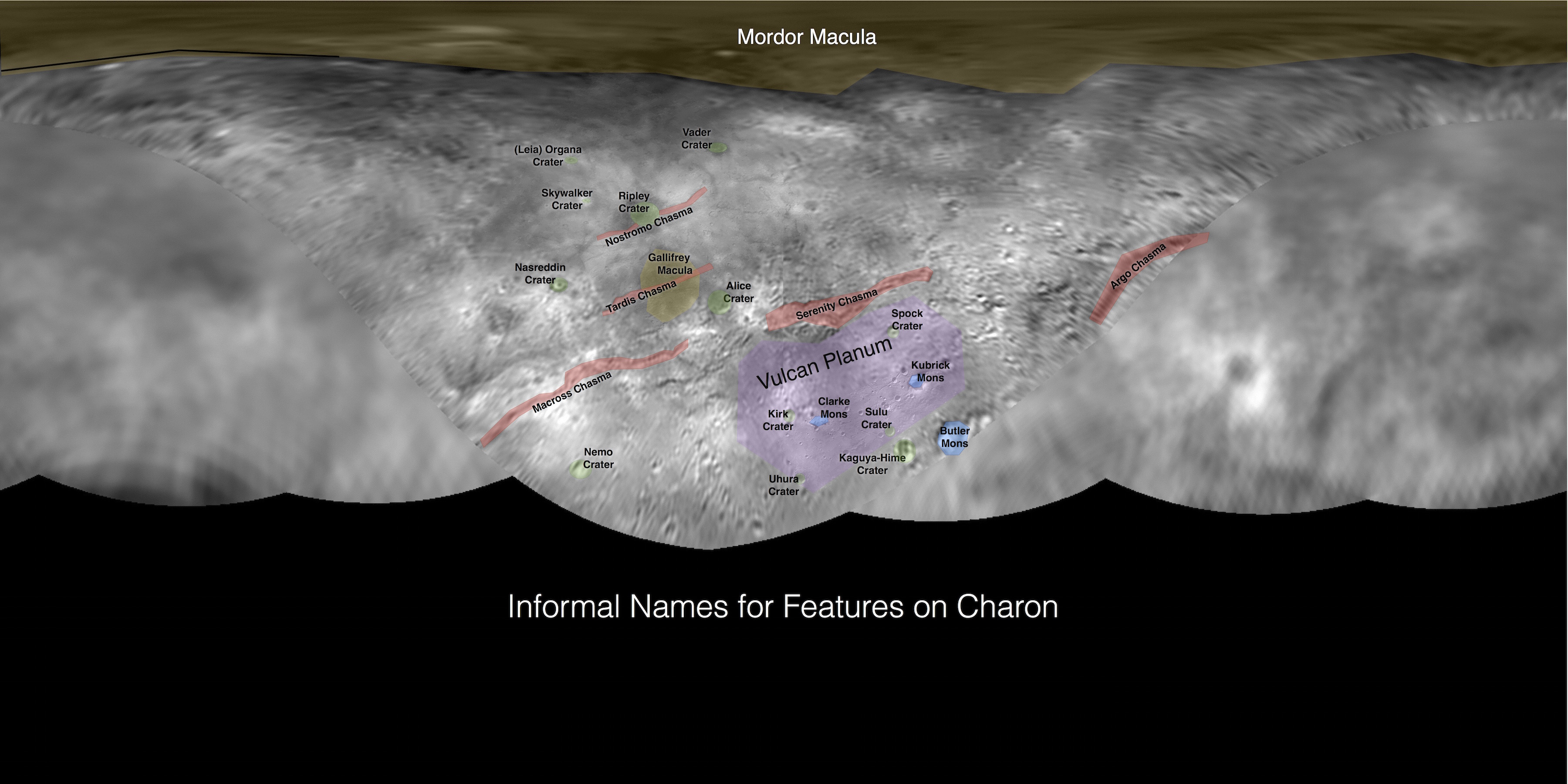
Мапа Харона з тимчасовими назвами для ознак і об’єктів поверхні.

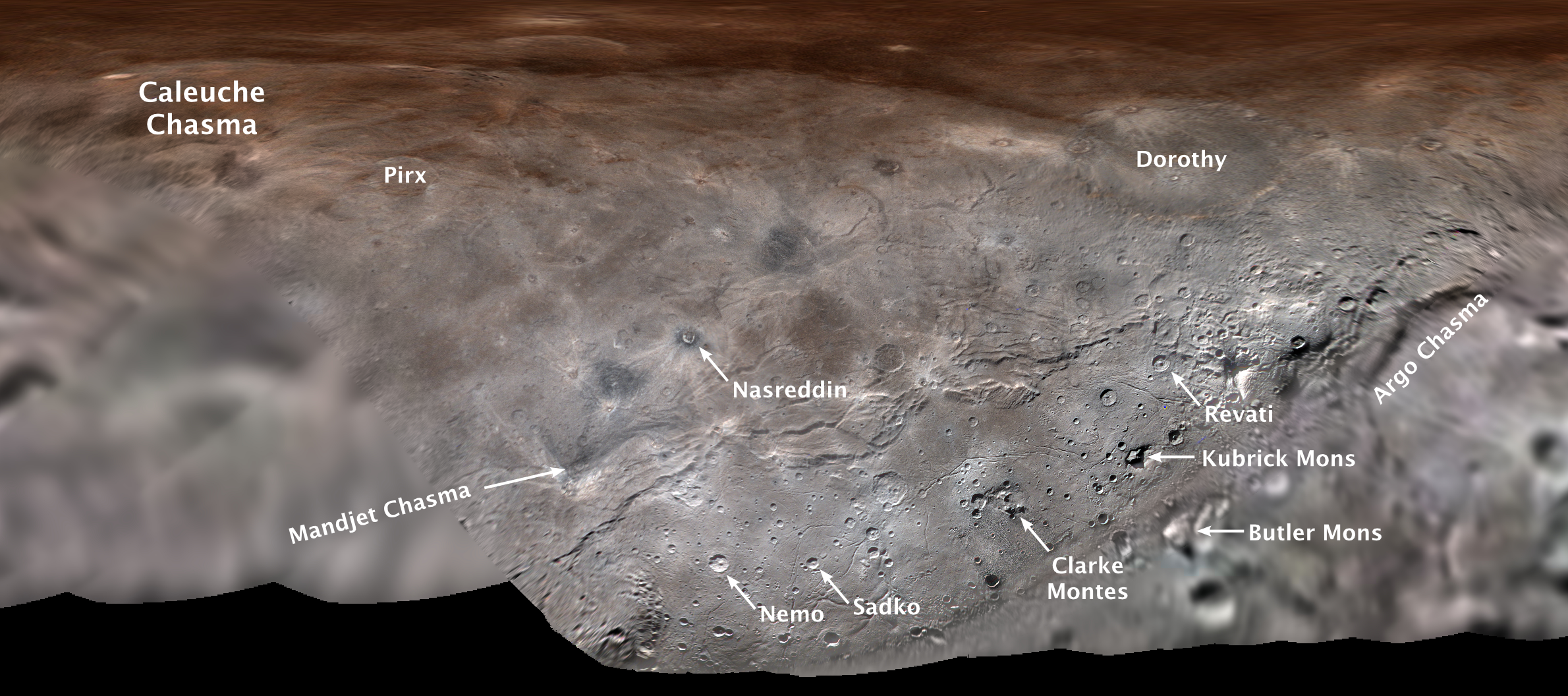
Мапа з офіційними назвами геологічних об’єктів, 11 квітня 2018 року.

Список геологічних об’єктів Харона, найбільшого місяця Плутона, містить дані про поверхню супутника, отримані завдяки зонду New Horizons. Команда науковців дала тимчасові назви найпомітнішим об’єктам. 11 квітня 2018 лише деякі з назв офіційно визнав МАС, що додержується певних умов, тобто іменувати слід на честь:
- Країв і земель вигаданого всесвіту (Країна Оз, планета Галіфрей тощо) — для країв, рівнин і плям;
- Вигаданих і міфологічних дослідницьких зореплавчих суден (Ностромо, Сереніті тощо) — для долин;
- Вигаданих і міфологічних мореплавців, мандрівників, дослідників і персонажів, пов’язаних із космосом (Капітан Немо, Принцеса Лея тощо) — для кратерів;
- Авторів і художників, пов'язаних із космічними дослідженнями, особливо Плутона й Пояса Койпера (Артур Кларк, Октавія Батлер тощо) — для гір.

Наразі об’єкти, виявлені місією New Horizons, отримали попередні назви на честь різних фантастичних і казкових історій, творів тощо, зокрема «Зоряних воєн», «Зоряного шляху», «Доктора Хто», «Чужого», «Світляка» й «Макроса». Імена справжніх людей, чию діяльність пов’язано з науковою фантастикою, зокрема письменники, також було використано. Ці назви залишаються неофіційними до ухвалення МАСом. 

## Об’єкти
| Узагальнення | Об’єкт            | Об’єкт           | Назву затверджено | Названо на честь      | Деталі                                                                                            |
| Узагальнення | Українською       | Англійською      | Назву затверджено | Названо на честь      | Деталі                                                                                            |
| ------------ | ----------------- | ---------------- | ----------------- | --------------------- | ------------------------------------------------------------------------------------------------- |
| Краї         | Край Оз           | Oz Terra         | Ні                | Країни Оз             | Країна Оз із роману «Дивовижний чарівник країни Оз»                                               |
| Плями        | Пляма Галіфрея    | Gallifrey Macula | Ні                | Планети Галіфрей      | Планета Галіфрей із телесеріалу «Доктор Хто»                                                      |
| Плями        | Пляма Мордора     | Mordor Macula    | Ні                | Краю Мордор           | Край Мордор із Толкінового Середзем’я                                                             |
| Рівнини      | Рівнина Вулкана   | Vulcan Planum    | Ні                | Планети Вулкан        | Вулкан — рідна палента позаземної раси вулканців із «Зоряного шляху»                              |
| Гори         | Гора Батлер       | Butler Mons      | Так               | Октавії Батлер        | Октавія Батлер — одна з найвідоміших американських чорношкірих письменниць-фантастів              |
| Гори         | Гора Кларка       | Clarke Montes    | Так               | Артура Кларка         | Артур Кларк — шрі-ланкійський письменник-фантаст, футуролог, науковець і винахідник               |
| Гори         | Гора Кубрика      | Kubrick Mons     | Так               | Стенлі Кубрика        | Стенлі Кубрик — американський кінорежисер, сценарист і продюсер українсько-єврейського походження |
| Западини     | Западина Арго     | Argo Chasma      | Так               | Корабля «Арго»        | «Арго» — легендарний корабель аргонавтів                                                          |
| Западини     | Западина Калеуче  | Caleuche Chasma  | Так               | Корабля «Калеуче»     | «Калеуче» — міфічний примарний корабель                                                           |
| Западини     | Западина Макрос   | Macross Chasma   | Ні                | SDF-1 Macross         | SDF-1 Macross — міжзоряний корабель із «Супервимірної фортеці Макрос»                             |
| Западини     | Западина Манджета | Mandjet Chasma   | Так               | Манджета              | Манджет — човен єгипетського бога Ра                                                              |
| Западини     | Западина Ностромо | Nostromo Chasma  | Ні                | Ностромо              | Ностромо — зореліт із «Чужих»                                                                     |
| Западини     | Западина Сереніті | Serenity Chasma  | Ні                | Сереніті              | Сереніті — зореліт у «Світляку»                                                                   |
| Западини     | Западина Тардіс   | Tardis Chasma    | Ні                | TARDIS                | TARDIS — машина часу й зореліт із британського телесеріалу «Доктор Хто»                           |
| Кратери      | Аліси             | Alice            | Ні                | Аліси                 | Аліса — головна героїня «Алісиних пригод у дивокраї»                                              |
| Кратери      | Вейдера           | Vader            | Ні                | Дарта Вейдера         | Дарт Вейдер — центральний персонаж кіноепопеї «Зоряні війни»                                      |
| Кратери      | Дороті            | Dorothy          | Так               | Дороті Ґейл           | Дороті Ґейл — головна героїня з «Дивовижного чарівника країни Оз»                                 |
| Кратери      | Каґуї             | Kaguya-Hime      | Ні                | Каґуї                 | Каґуя — героїня «Такеторі моноґатарі» — пам'ятки класичної японської літератури                   |
| Кратери      | Кірка             | Kirk             | Ні                | Джеймса Тіберія Кірка | Джеймс Тіберій Кірк — персонаж науково-фантастичного телевізійного серіалу «Зоряний шлях»         |
| Кратери      | Насреддіна        | Nasreddin        | Так               | Ходжи Насреддіна      | Ходжа Насреддін — персонаж фольклору низки народів Середземномор'я й Близького Сходу              |
| Кратери      | Немо              | Nemo             | Так               | Капітана Немо         | Капітан Немо — вигаданий персонаж романів Жуля Верна                                              |
| Кратери      | Орґани            | Organa           | Ні                | Леї Орґани            | Лея Орґана-Соло — вигаданий персонаж усесвіту «Зоряних воєн»                                      |
| Кратери      | Піркса            | Pirx             | Так               | Пілота Піркса         | Пілот Піркс — вигаданий персонаж творів Станіслава Лема                                           |
| Кратери      | Реваті            | Revati           | Так               | Реваті                | Реваті — Баларамова дружина                                                                       |
| Кратери      | Ріплі             | Ripley           | Ні                | Еллен Ріплі           | Еллен Ріплі — вигадана особа, головна героїня фільму «Чужий» і трьох його продовжень              |
| Кратери      | Садка             | Sadko            | Так               | Садка                 | Садко — герой билин новгородського циклу                                                          |
| Кратери      | Скайвокера        | Skywalker        | Ні                | Люка Скайвокера       | Люк Скайвокер — вигаданий персонаж з усесвіту Зоряних воєн                                        |
| Кратери      | Спока             | Spock            | Ні                | Спока                 | Спок — вигаданий персонаж телесеріалу «Зоряний шлях: Оригінальний серіал»                         |
| Кратери      | Сулу              | Sulu             | Ні                | Хікару Сулу           | Хікару Сулу — вигаданий персонаж телесеріалу «Зоряний шлях: Оригінальний серіал»                  |
| Кратери      | Ухури             | Uhura            | Ні                | Нійоти Ухури          | Нійота Ухура — вигаданий персонаж телесеріалу «Зоряний шлях: Оригінальний серіал»                 |